# Ernest et Bart
Ernest et Bart (« Bert and Ernie » en version originale) sont deux personnages tirés de la série de marionnettes Les Muppets et principaux protagonistes de la série télévisée américaine pour enfants 1, rue Sésame (Sesame Street) créée par Frank Oz et Jim Henson.
Les personnages sont animés par les marionnettistes Eric Jacobson (en) et Steve Whitmire, Frank Oz jouant Bart occasionnellement depuis 2000. Ernest est un personnage de couleur orange et Bart de couleur jaune.
Ernest est d’un naturel fantaisiste, moqueur et spontané. Bart est au contraire sérieux et pince-sans-rire, et recadre sans cesse son ami.
Cette opposition entre spontanéité et autorité est accentuée par le doublage français : la voix haut perchée de Philippe Dumat donne à Ernest une dimension plutôt enfantine alors que la voix rocailleuse de Henry Djanik donne à Bart une dimension plus parentale.

## Création
Ernest (« Ernie » en VO) et Bart (« Bert ») ont été fabriqués par le marionnettiste Don Sahlin (en) depuis un simple croquis réalisé par Jim Henson, le créateur des Muppets. Initialement, Jim Henson jouait Bart et Frank Oz jouait Ernie mais, après une journée de répétition, ils changent de personnages.
Selon l'auteur Jon Stone, la relation entre Ernest et Bart s'inspire d'une amitié entre Henson et Oz.

## Dans la culture populaire
Ernest et Bart vivent ensemble dans un appartement situé 1, rue Sésame. Bien que dormant dans des lits séparés, ils partagent la même chambre, ce qui a amené certains spectateurs à penser qu'ils étaient la représentation d'un couple gay, ce qui sera démenti par Sesame Workshop.
Plus récemment, le magazine The New Yorker a choisi d'inclure une image d'Ernest et Bart conçue par l'artiste Jack Hunter, intitulée « Moment of Joy », dans la couverture de leur magazine du 8 juillet 2013 qui parlait du mariage homosexuel.